# Riu Krka
El riu Krka és un riu d'Eslovènia, amb una longitud d'uns 111 quilòmetres; és un afluent directe del riu Sava, prop de Brežice. Neix aproximadament a 25 km al sud-est de Ljubljana. La ciutat més important per on passa el riu Krka és Novo Mesto.
També hi ha un riu de Croàcia, a la regió de Dalmàcia, amb el mateix nom, i Krka també és el nom en eslovè del riu Gurk a Àustria.